# Еремян, Варшам Никитич
Варшам Никитич Еремян (8(20) ноября 1897 с. Дарнаварз Нагорный Карабах — 12 февраля 1963 Ташкент) — российский и советский живописец, график, педагог, художник кино, иллюстратор, карикатурист. Художник постановщик киностудии «Узбекфильм». Член Правления СХ Узбекской ССР. Член СХ СССР. Народный художник УзССР (1944).
Родился в Нагорном Карабахе в селе Дарнаварз. В 1905 году семья художника переезжает в город Красноводск. С 1909 года живёт в Самарканде.
Жил в Самарканде (1906—1921 и 1927—1937), затем — Ташкенте. В 1917—1918 году учился в Московском училище живописи, ваяния и зодчества (МУЖВЗ), не окончил его, после закрытия училища возвратился домой в Самарканд.
Участвовал в организации школы-коммуны, выставлялся на её выставках. В период с 1918 по 1921 преподавал в Самаркандской художественной школе-коммуне под руководством О. К. Татевосяна. Участвовал в выставках школы. В 1918 году в Самарканде организовал «Выставку молодых». В начале 1920-х годов принимал участие в оформлении Самарканда к революционным праздникам.
В Москве с 1921 по 1927 учился во ВХУТЕМАСе у С. В. Герасимова, А. Д. Древина, Р. Р. Фалька.
«Революционный запал» художников, оказавшихся в Туркестане, был в том, чтобы создать совершенно новое направление в искусстве мусульманского Востока. Еремян оказался в среде единомышленников, таких художников как Георгий Никитин, Семён Мальт, Надежда Кашина, Урал Тансыкбаев.
В начале 30-х годов в Самарканде создал и руководил объединением «Изофабрика». Преподавал в ташкентской студии повышения квалификации при СХ УзбССР (1938—1944). Оставил он и талантливых учеников — продолжателей — традиций его творчества. Среди них С. Абдуллаев, А. Акбалян, Р. Тимуров, А. Разыков, Сыдыкки, Маркел Калантаров, Е. Пушин, Н. Рахимбаев и многие другие.
В 1931—1932 году — сценограф Первого Армянского передвижного драмтеатра Наркомпроса Узбекистана.
В 1934 году участвует в выставке художников Узбекистана. Третьяковская галерея приобретает его «Автопортрет», а Музей восточных культур приобретает его работу «Старый Самарканд».
Является одним из организаторов Союза художников Узбекистана. 1932—1938 — член бюро Оргкомитета ССХ Узбекистана и одновременно председатель Самаркандского областного оргкомитета ССХ Узбекистана. 1938 — избран в правление ССХ Узбекистана. 1940 — председатель ССХ Уз. В числе мероприятий — проведение Первой конференции народных мастеров Узбекистана, 1940, г. Самарканд.
Совершил поездку в Москву (1937) для изучения творчества западных и русских мастеров.
В 1939 году с семьёй переезжает в Ташкент. В 1939—1941 — преподает в Студии повышения квалификации молодых художников при ССХ Уз в Ташкенте.
В период с 1944 по 1963 является главным художником «Узбекфильма».
Основное значение художников получивших образование в России и работавших в Бухаре, Самарканде, Ташкенте состояло в том, что они не просто приняли участие в формировании искусства Средней Азии, но и принесли в этот процесс самые современные художественные течения, расширив и разнообразив, спектр живописной культуры.
Еремян активно занимался живописью; автор пейзажей, жанровых и тематических картин, портретов; станковой графикой (акварель, тушь). На его ярких, полных света, акварельных листах отмеченных восточным колоритом, запечатлены характерные черты самобытной культуры, передан быт узбекского народа.
Варшам Еремян активно участвовал в художественной жизни Узбекистана, способствовал становлению и развитию её изобразительного искусства. Оформлял и иллюстрировал книги для издательств Таджикистана и Узбекистана. Работал в периодических изданиях: «Новая эра» 1919, «Янги-Юль», «Семь дней». Рисовал карикатуры для сатирического журнала «Муштум» (1928—1934).

## Плакаты
«Дехканин!» (1920-е)
«Нет плохих колхозов, есть плохие руководители!» Художник В. Еремян. Ташкент. 1933

## Иллюстрации
Оформлял и иллюстрировал книги для издательств ТаджССР и УзбССР. За оформление книги «Узбекские народные сказки» (1955) получил диплом Министерства культуры СССР на Всесоюзной выставке книги, графики и плаката (1956, Москва).
- Мамин-Сибиряк, Дмитрий Наркисович (1852—1912). Аленушкины сказки: [С рус.-узб. словарем] / Рисунки В. Еремяна. — Ташкент : Учпедгиз УзССР, 1952. — 72 с.
- Айбек. Зафар и Захра. Поэма [Пер. с узб. Семен Липкин] ; Рис. В. Н. Еремяна. — Ташкент : Госиздат УзССР, 1954. — 23 с.
- После бала. Обложка В. Еремяна. Ташкент, Учпедгиз УзССР, 1955. (Б-ка для узбекских школ) 115 стр.
- Узбекские народные сказки в 2-х томах. Издательство Литературы и Искусства им. Гафура Гуляма. Ташкент — 1972. Составители: М.Афзалов, Х. Расулев, З. Хусаинова Художники: А. Венедиктов, В. Еремян, В. Кайдалов, А. Левицкий, А. Россаль, Т. Шевяков.

## Графика
Активно занимался станковой графикой — создал обширные серии: «Самаркандская» (1927-28), «Колхоз Дехкан Иттифак» (1935). Его небольшие, камерные живописные работы отличает поэтичность и радостное восприятие происходящего, острая наблюдательность, легкая манера письма с мажорными цветосочетаниями и удивительной вибрацией тона.
Еремян рисовал в свободной манере акварелью и тушью — яркие базары и рынки, многолюдные площади, зелёные тенистые уголки старого Самарканда.

## Кино
С 1934 года приступил к работе в кино, на киностудии «Таджиккино». В кино в качестве художника-постановщика дебютировал фильмом «Эмигрант» (1934). С 1937 года начал работать на киностудии главным художником-постановщиком на студии «Узбекфильм»
- «Сад». Драма. Сталинабадская киностудия, (1939)
- «Обыкновенное дело». Ташкентская киностудия (1940)
- «Отважные друзья». Ташкентская киностудия (1941)
- «Насреддин в Бухаре» (1943).
- «Подарок родине» (1943)
- «Асаль» (1945)
- «Тахир и Зухра» (1945)
- «Дорога без сна» (1946)
- «Алишер Навои» (1941—1947)
- «Пахта Ой» (1951)
- «Сёстры Рахмановы» (1954)
- «Авиценна» (1956)
- «Рыбаки Арала» (1957)
- «Случай в пустыне» (1957)
- «Очарован тобой» (1958)
- «Гуллар очилганда» (1959)
- «Когда цветут розы» (1959)
- «Пятеро из Ферганы» (1963).

Лауреат Всесоюзного кинофестиваля (1958).

## Награды
В 1944 году присуждение почетного звания народный художник Узбекистана «за выдающуюся деятельность в области создания высокохудожественных кинопроизведений в годы Отечественной войны».
В 1956 году художнику присвоен Диплом Министерства культуры СССР за иллюстрации к "Узбекским народным сказкам".
В 1958 году присвоен Диплом Первого Всесоюзного фестиваля советских фильмов за художественное оформление кинокартины «Авиценна».

## Выставки
- «Выставка молодых» (1918, Самарканд; организатор)
- Международная декоративных искусств (1925, Париж)
- Выставка советского искусства (1930, Берлин, Вена)
- Выставка современного русского искусства (1930, Вена)
- Выставка графики, рисунка, плаката и книги (1930, Данциг)
- Выставка советской графики, книги, плаката, фото и художественной промышленности (1931, Иоганнесбург)
- Выставка современного искусства СССР (1933, США)
- Выставка художников Узбекистана (1934—1935, Москва-Ташкент)
- Пейзаж и натюрморт (1941, Ташкент)
- Выставка художников союзных республик РСФСР (1941, Москва)
- Персональная выставка. Ташкент, Дом кино. Графика 1920—1930-х. Живопись, этюды, киноэскизы. (1961)
- Туркестанский авангард. Москва, 2009

## Музеи
Произведения Варшама Еремяна хранятся:
- Государственная Третьяковская галерея
- Государственный музей искусств народов Востока
- Государственный музей искусств Узбекистана (Ташкент)
- Радищевский художественный музей (Саратов)
- Каракалпакский музей искусств имени И. В. Савицкого (Нукус)
- Новосибирский государственный художественный музей